# Diecezja Chalan Kanoa
Diecezja Chalan Kanoa (łac.: Dioecesis Vialembensis, ang. Diocese of Chalan Kanoa) – rzymskokatolicka diecezja z siedzibą w Chalan Kanoa na Marianach Północnych.
Katedrą diecezjalną jest katedra Najświętszej Maryi Panny z Góry Karmel w Chalan Kanoa.
Podlega metropolii Hagåtña i obejmuje terytorium Mariany Północne.

## Historia
8 listopada 1984 - utworzenie diecezji Chalan Kanoa

## Biskupi diecezjalni
- bp Tomas Aguon Camacho (1984 - 2010)
  - ks. Ryan Jimenez (2010 - 2016) administrator apostolski
- bp Ryan Jimenez (2016-2024)
- Romeo Convocar (od 2025)